# 25 Pomorski Batalion Piechoty
25 Pomorski Batalion Piechoty – pododdział 8 Brygady Piechoty Polskich Sił Zbrojnych.

## Formowanie i zmiany organizacyjne
Formowanie jednostki rozpoczęto w Szkocji lutym 1945. Zdolność bojową miał osiągnąć do 1 czerwca 1945. W walkach na froncie nie wziął udziału. Oficerowie wywodzili się z I Korpusu Polskiego, a żołnierze w ok. 80% z armii niemieckiej lub organizacji Todta, do których to wcześniej zostali przymusowo wcieleni.
Stacjonowała pierwotnie w Bridge of Allan, a następnie w Invergordon.

## Organizacja i obsada personalna
Dowódcy batalionu
- mjr Adolf Kowarsz,
- ppłk dypl. Tadeusz Dziamski (od 12 VI 1945)[2]
- zastępca dowódcy batalionu - mjr Tadeusz Marczewski[3]
- adiutant batalionu - por. Franciszek Pliszka
- dowódca kompanii dowodzenia – ppor. Grzegorz Ziembicki
- dowódca kompanii broni wsparcia – kpt. Piotr Mucha
- dowódca 1 kompanii – kpt. Ryszard Kulesza
- dowódca 2 kompanii – por. Kazimierz Żyluk
- dowódca 3 kompanii – ppor. Tadeusz Żołyński
- dowódca 4 kompanii – por. Józef Tadeusz Lubiński

## Znaki rozpoznawcze
- Patki – granatowe z żółtą żyłką[1]
- Otoki: granatowe[1]
- Znaki na wozach: czarna cyfra 68 na brązowym tle[1]